# 성윤석
성윤석(1966년 ~ )은 대한민국의 시인이다. 경상남도 창녕군에서 태어났으며, 경남대학교 국문과를 졸업했다. 

## 생애
신문기자  공무원 묘지 관리 일을 하기도 했고, 1999년부터 서울에서 벤처기업 운영을 하다가 실패했다. 2013년 5월부터 삼년 동안 마산 어시장에서 명태 상자를 나르기도 했다.
1990년 《한국문학》 신인상에 〈아프리카, 아프리카〉 외 2편의 시가 당선되어 등단했다. 

## 저서

### 시집
- 《극장이 너무 많은 우리 동네》(문학과지성사, 1996) ISBN 9788932007793
- 《공중 묘지》(민음사, 2007) ISBN 9788937407574
- 《멍게》(문학과지성사, 2014) ISBN 9788932026145
- 《밤의 화학식》(문예중앙, 2016) ISBN 9788927807841
- <2170년 12월23일>(문학과 지성사,2019)
- <그녀는 발표도 하지 않을 글을 계속 쓴다>(아침달, 2022)
- <사랑의 다른말> (사유악부, 2024)